# ليدي بيرد
ليدي بيرد (بالإنجليزية: Lady Bird)‏ هو فيلم قصة بلوغ كوميديا ودراما من تأليف وإخراج جريتا جيروج وبطولة سيرشا رونان ولوري ميتكاف ولوكاس هيدجز وتيموثي شالامي وتريسي ليتس وبيني فيلدستاين وستيفن ماكينلي هندرسون ولويس سميث. تقع أحداث الفيلم في ساكرامانتو بولاية كاليفورنيا ويحكي قصة بلوغ طالبة في الثانوية (رونان) وعلاقتها المضطربة مع والدتها (ميتكاف).
عُرض ليدي بيرد لأول مرة في مهرجان تيلوريد السينمائي بتاريخ 1 سبتمبر 2017، وعرضته A24 في صالات السينما بالولايات المتحدة بتاريخ 3 نوفمبر 2017، وقد حقق أكثر من 28 مليون دولار في حين كانت ميزانيته 10 ملايين دولار. اختاره كل من المجلس الوطني للمراجعة ومعهد الفيلم الأمريكي ومجلة تايم واحدًا من أفضل 10 أفلام في سنة 2017. تلقى الفيلم أربعة ترشيحات لجائزة غولدن غلوب وهي: أفضل فيلم موسيقي أو كوميدي، أفضل ممثلة في فيلم موسيقي أو كوميدي للممثلة رونان وأفضل ممثلة مساعدة للمثلة ميتكالف و أفضل سيناريو.

## القصة
في سنة 2002 كريستينا مكفرسون (ليدي بيرد) من كبار طلاب المدرسة الثانوية؛ وهي شخصية تتوق دومًا للمغامرة، التطور، والفُرص التي يمكن اغتنامها، لكنها لا تجد شيئًا من هذا في المدرسة الثانوية الكاثوليكية بـ(ساكرامنتو).. يتتبع الفيلم كريستينا خلال سنة تخرجها من المدرسة الثانوية، راصدًا تجربتها الرومانسية الأولى التي تخوضها، مشاركتها في الألعاب المدرسية، والأهم من كل ذلك؛ سعيها للحصول على قبولها بالكلية التي ترغبها.

## طاقم التمثيل
- سيرشا رونان بدور كريستين «ليدي بيرد» ماكفرسون.
- لوري ميتكاف بدور ماريون ماكفرسون
- ترايسي ليتس بدور لاري ماكفرسون
- لوكاس هيدجز بدور داني أونيل
- تيموثي تشالاميت بدور كايل سكيبل
- لورا مارانو بدور ديانا جرينواي
- أوديا راش بدور جينا والتون
- جاك ماكدورمان بدور السيد برونو
- كاثرين نيوتن بدور دارلين بيل
- أندي باكلي بدور العم ماثيو

## الإصدار
حصلت شركة A24 في يوليو 2017 على حقوق توزيع الفيلم في جميع أنحاء العالم. وعُرض في مهرجان تيلوريد السينمائي بتاريخ 1 سبتمبر عام 2017، وفي مهرجان تورونتو السينمائي الدولي في 8 سبتمبر ومهرجان نيويورك السينمائي في 8 أكتوبر. حصلت Focus Features على حقوق النشر العالمية للفيلم. وعرض في الولايات المتحدة في 3 نوفمبر ومن المقرر أن يتم إصداره في المملكة المتحدة في 16 فبراير عام 2018.

## الإستقبال

### شباك التذاكر
في فترة افتتاح الفيلم حقق حقق 364.437 دولار في أربعة دور سينما أي متوسط 91,109 دولار. وكان ذلك أفضل متوسط لسنة 2017 يحققه فيلم محدود الإصدار أخرجته امرأة. عُرض الفيلم بعد ذلك في 37 صالة سينما في الأسبوع الثاني وحقق في ثلاثة أيام إجمالي قدره 1.2 مليون وحصل على الرتبة العاشرة في شباك التذاكر في نهاية الأسبوع الثالث عرض الفيلم في 238 دار سينما وحقق في ثلاثة أيام إجمالي 2.5 مليون دولار أمريكي وانتهى في المرتبة الثامنة في شباك التذاكر.
كان العرض الواسع للفيلم في 24 نوفمبر حيث تم عرضه في 724 دار سينما وحقق أرباح قدرها أربعة ملايين دولار خلال عطلة نهاية الأسبوع (5.4 مليون دولار على مدى خمسة أيام فترة عيد الشكر) وحصل على المرتبة 11 في شباك التذاكر ثم في الأسبوع عرض الفيلم في 1,194 صالة حيث حقق الفيلم ما قدره 4.3 مليون دولار وحصل مجددًا على المرتبة الثامنة.

### ردود النقاد
استقبل فيلم ليدي بيرد بحفاوة بالغة في عرضه الدولي الأول في مهرجان تورونتو السينمائي الدولي حيث تلقى إشادة من النقاد مع مديح خاص لكل من رونان وميتكاف على أدائهما وتلقت جيروج مديحًا أيضا على إخراجها وكتابتها للسيناريو. يملك الفيلم على الفاسد الطماطم على تقييم 99 بالمئة بناءً على 206 مراجعة، مع متوسط 8.8 من 10. في 27 نوفمبر 2017 أصبح الفيلم الوحيد الذي حافظ على تقييم 100 بالمئة بوجود 164 مراجعة إيجابية متخطيا بذلك الرقم القياسي السابق الذي ملكه فيلمحكاية لعبة 2 الذي لديه 163 من المراجعات وقد حافظ الفيلم على تقييم 100% حتى وصل عدد المراجعات إلى 195 مراجعة مسجلة. أما على موقع ميتاكريتيك فالفيلم يملك تقييم 94 من أصل 100 بناء على 45 مراجعة مما يعني «قبولا عالميًا.»

## الجوائز
اختير الفيلم من قبل المجلس الوطني للمراجعة ومعهد الفيلم الأمريكي و مجلة تايم واحدًا من أفضل 10 أفلام في سنة 2017. وحصل الفيلم على أربعة ترشيحات لجائزة غولدن غلوب وهي: أفضل فيلم موسيقي أو كوميدي، أفضل ممثلة في فيلم موسيقي أو كوميدي لرونان وأفضل ممثلة مساعدة لميتكالف و أفضل سيناريو. تلقى أيضا ثمان ترشيحات من جائزة اختيار النقاد، وأربع ترشيحات من جائزة الروح المستقلة.

## وصلات خارجية
- ليدي بيرد على موقع IMDb (الإنجليزية)
- ليدي بيرد على موقع ميتاكريتيك (الإنجليزية)
- ليدي بيرد على موقع روتن توميتوز (الإنجليزية)
- ليدي بيرد على موقع نتفليكس (الإنجليزية)
- ليدي بيرد على موقع ألو سيني (الفرنسية)
- ليدي بيرد على موقع Turner Classic Movies (الإنجليزية)
- ليدي بيرد على موقع أول موفي (الإنجليزية)
- ليدي بيرد على موقع بوكس أوفيس موجو (الإنجليزية)
- ليدي بيرد على موقع فيلمافينيتي (الإسبانية)
- ليدي بيرد على موقع قاعدة بيانات الأفلام السويدية (السويدية)